# قلعه ناگویا (قلعه قدیم)

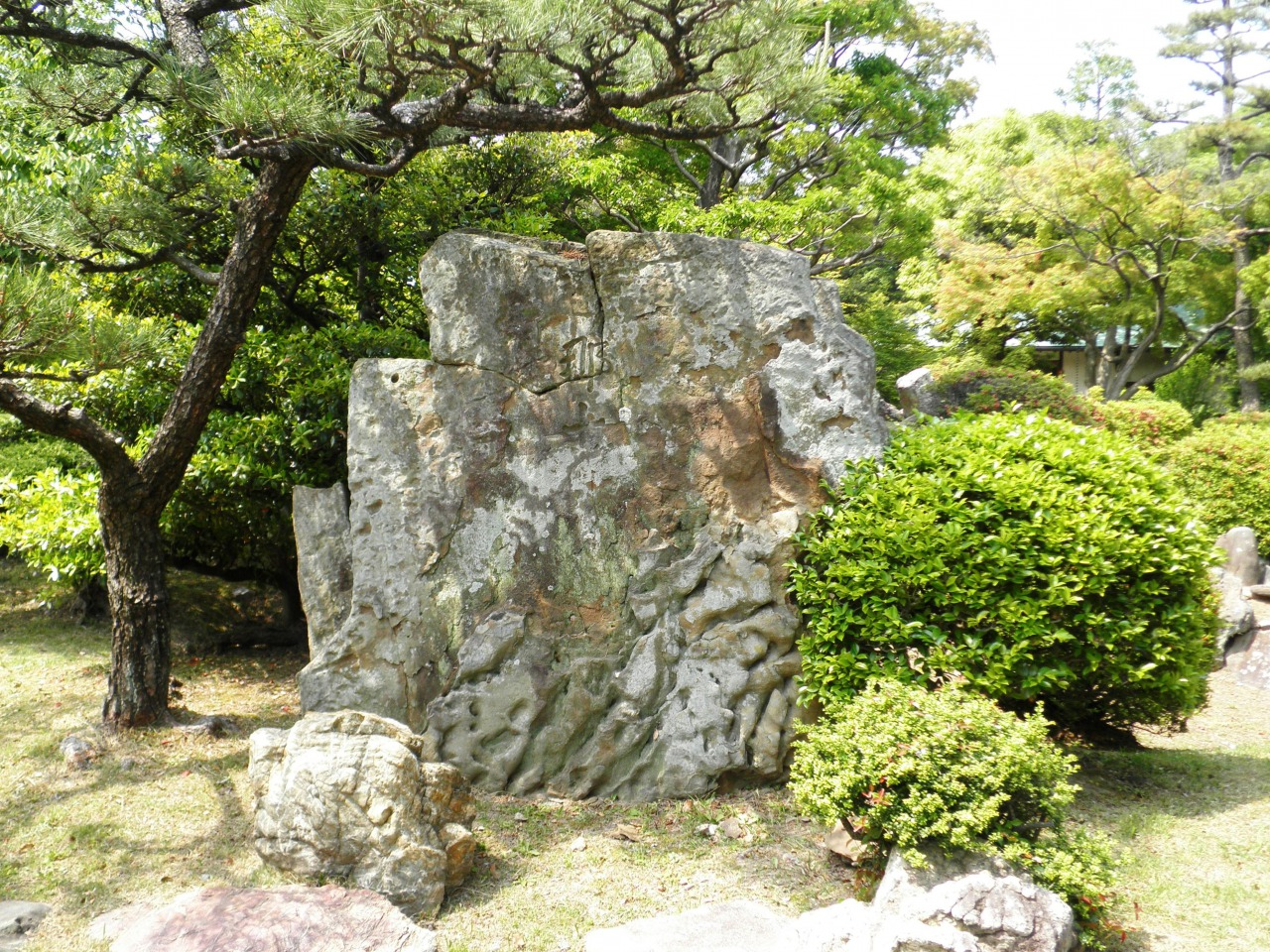
مکان قلعه

قلعه ناگویا (به ژاپنی: 那古野城) نام یک قلعه ژاپنی در دوره سنگوکو در ولایت اٌواری، ناحیه آیچی بود. محل امروزی این قلعه در استان آیچی ناگویا، ناکا-کو قرار دارد. این قلعه توسط ایماگاوا اوجیچیکا پدر ایماگاوا یوشیموتو ساخته شده‌است. بنابر یک فرضیه اودا نوبوناگا در این قلعه متولد شده‌است.
این قلعه در نیمه اول قرن ۱۶ میلادی متروک شد، اما زمین این قلعه قدیمی دوباره پس از حدود نیم قرن متروک بودن مورد استفاده قرار گرفت و امروزه قلعه ناگویا (名古屋城) نامیده می‌شود.